# Olivia Époupa
Olivia Époupa (Paris, 30 de abril de 1994) é uma basquetebolista profissional francesa.

## Carreira
Époupa integrou a Seleção Francesa de Basquetebol Feminino nos Jogos Olímpicos Rio 2016, ficando na quarta colocação.